# قائمة رؤساء وزراء ساحل العاج
فيما يلي قائمة برؤساء حكومات ساحل العاج، التي تُعرف رسمياً باسم جمهورية كوت ديفوار، منذ استقلال البلاد عن فرنسا عام 1960. يتولى باتريك أتشي منصب رئيس الوزراء بالإنابة منذ 8 مارس 2021 بعد إصابة رئيس الوزراء حامد باكايوكو بفيروس كورونا ثم وفاته في 10 مارس 2021.

## رؤساء الوزراء (1960 حتى الآن)
| رقم                                               | الصورة       | الاسم (ميلاد - وفاة)            | الفترة         | الفترة                                   | الفترة            | الحزب                                                     | الرئيس              |
| رقم                                               | الصورة       | الاسم (ميلاد - وفاة)            | بداية          | نهاية                                    | المدة             | الحزب                                                     | الرئيس              |
| ------------------------------------------------- | ------------ | ------------------------------- | -------------- | ---------------------------------------- | ----------------- | --------------------------------------------------------- | ------------------- |
| 1                                                 |              | فيليكس أوفوي بوانيي (1905–1993) | 7 أغسطس 1960   | 27 نوفمبر 1960                           | 112 أيام          | الحزب الديمقراطي لساحل العاج – التجمع الديمقراطي الأفريقي | نفسه                |
| جرى إلغاء المنصب (27 نوفمبر 1960 – 7 نوفمبر 1990) |              |                                 |                |                                          |                   |                                                           |                     |
| 2                                                 |              | الحسن واتارا (1942–)            | 7 نوفمبر 1990  | 11 ديسمبر 1993                           | 3 سنوات و34 أيام  | الحزب الديمقراطي لساحل العاج – التجمع الديمقراطي الأفريقي | فيليكس أوفوي بوانيي |
| 3                                                 |              | دانيال كابلان دنكان ‏ (1944–)    | 11 ديسمبر 1993 | 24 ديسمبر 1999                           | 6 سنوات و13 أيام  | الحزب الديمقراطي لساحل العاج – التجمع الديمقراطي الأفريقي | هنري كونان بيديه    |
| شاغر (24 ديسمبر 1999 – 18 مايو 2000)              |              |                                 |                |                                          |                   |                                                           |                     |
| 4                                                 |              | سيدو ديارا (1933–2020)          | 18 مايو 2000   | 27 أكتوبر 2000                           | 162 أيام          | مستقل (سياسة)                                             | روبرت جوى           |
| 5                                                 |              | باسكال أفي نجيسان (1953–)       | 27 أكتوبر 2000 | 10 فبراير 2003                           | 2 سنوات و106 أيام | الجبهة الشعبية الإفوارية                                  | لوران غباغبو        |
| (4)                                               |              | سيدو ديارا (1933–2020)          | 10 فبراير 2003 | 7 ديسمبر 2005                            | 2 سنوات و300 أيام | مستقل (سياسة)                                             | لوران غباغبو        |
| 6                                                 |              | تشارلز كونان باني (1940–2021)   | 7 ديسمبر 2005  | 4 أبريل 2007                             | 1 سنة و116 أيام   | مستقل (سياسة)                                             | لوران غباغبو        |
| 7                                                 |              | غيلوم سورو (1972–)              | 4 أبريل 2007   | 13 مارس 2012                             | 4 سنوات و346 أيام | MPCI (القوات الجديدة لساحل العاج)                         | لوران غباغبو        |
| 7                                                 | الحسن واتارا | غيلوم سورو (1972–)              | 4 أبريل 2007   | 13 مارس 2012                             | 4 سنوات و346 أيام | MPCI (القوات الجديدة لساحل العاج)                         |                     |
| 8                                                 |              | Gilbert Aké (1956–)             | 6 ديسمبر 2010  | 11 أبريل 2011                            | 126 أيام          | الجبهة الشعبية الإفوارية                                  | لوران غباغبو        |
| 9                                                 |              | جانو أهوسو كواديو (1951–)       | 13 مارس 2012   | 21 نوفمبر 2012                           | 253 أيام          | الحزب الديمقراطي لساحل العاج – التجمع الديمقراطي الأفريقي | الحسن واتارا        |
| (3)                                               |              | دانيال كابلان دنكان ‏ (1944–)    | 21 نوفمبر 2012 | 10 يناير 2017                            | 4 سنوات و50 أيام  | الحزب الديمقراطي لساحل العاج – التجمع الديمقراطي الأفريقي | الحسن واتارا        |
| 10                                                |              | أحمد غون كوليبالي (1959–2020)   | 10 يناير 2017  | 8 يوليو 2020 (توفي في منصبه)             | 3 سنوات و180 أيام | تجمع الجمهوريين                                           | الحسن واتارا        |
| 11                                                |              | حامد باكايوكو (1965–2021)       | 8 يوليو 2020   | 8 مارس 2021 (رسميا حتى وفاته في 10 مارس) | 243 أيام          | تجمع الجمهوريين                                           | الحسن واتارا        |
| 12                                                |              | باتريك أتشي (1955–)             | 8 مارس 2021    | 17 أكتوبر 2023                           | 2 سنوات و223 أيام | تجمع الجمهوريين                                           | الحسن واتارا        |
| 13                                                |              | روبرت بوجري مامبي (1952–)       | 17 أكتوبر 2023 | في المنصب                                | 1 سنة و155 أيام   | تجمع الجمهوريين                                           | الحسن واتارا        |